# أنتوني دان
أنتوني دان (بالإنجليزية: Antony Dunn)‏ هو شاعر بريطاني، ولد في 26 يونيو 1973 في لندن في المملكة المتحدة.